# عصیان (مجموعه شعر)
عصیان مجموعهٔ شعری از فروغ فرّخزاد با شانزده شعر است.

## شعرها
- عصیان بندگی
- عصیان خدایی
- عصیان خدا
- شعری برای تو
- پوچ
- دیر
- صدا
- بلور رؤیا
- ظلمت
- گره
- بازگشت
- از راهی دور
- رهگذر
- جنون
- بعدها
- زندگی